# Révolte du Khouzistan de 1979

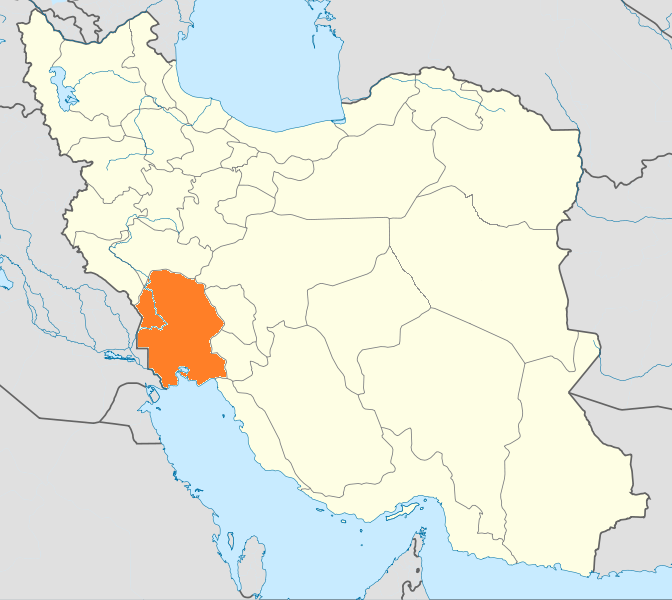
La région du Khoutzistan au sud-ouest de l'Iran

La révolte de 1979 au Khouzistan est soulèvement national survenu au Khouzistan, province du sud-ouest de l'Iran, qui fait suite à la Révolution iranienne. Elle a pour origine la revendication par les Arabes d'Iran d'une plus grande autonomie pour leur région. Elle est étouffée par les forces de sécurité gouvernementale, et fait plus d'une centaine de victimes dans les deux camps. 